# Wapen van Waterschap Westfriesland

Het wapen van het Waterschap Westfriesland

Het wapen van het Waterschap Westfriesland werd gebruikt door het Noord-Hollandse Waterschap Westfriesland. Het wapen werd gebruikt vanaf 1973 tot een waterschapsfusie in 2003. Het Waterschap is ontstaan uit de ambachten Drechterland en de Vier Noorder Koggen. In 2003 ging het waterschap op in het Hoogheemraadschap Hollands Noorderkwartier. Het Hoogheemraadschap voert een geheel nieuw wapen, waardoor het wapen van Westfriesland niet langer in gebruik is.

## Blazoenering
De blazoenering van het wapen luidde als volgt:
Gedeeld; I in goud een verkort breedarmig kruis van sabel; II in keel een zwaard van zilver met gevest van goud, ter weerszijde vergezeld van een roos van zilver, geknopt en gepunt van goud; een golvend schildhoofd van azuur met een gaande aanziende leeuw van goud en ondersteund door een van zilver en sabel in tien blokken verdeelde streep. Het schild gedekt met een gouden kroon van drie bladeren en twee parels.
Het schild is verticaal gedeeld: het eerste deel is van goud met daarop een zwart breedarmig kruis; het tweede deel is rood van kleur met daarop een zilveren zwaard met gouden handvat. Links en rechts staat een zilveren roos met gouden hart. Bovenin een blauw schildhoofd met daarop een gouden leeuw die naar de toeschouwer kijkt. Tussen de twee helften en het schildhoofd een streep van vijf zilveren en vijf zwarte blokken. Op het schild een gravenkroon.

## Elementen
Het wapen toont elementen van andere wapens zo is het schildhoofd het wapen van West-Friesland en het tweede deel gelijk aan het Gemeentewapen van Drechterland.

## Overeenkomstige wapens

Het wapen van de gemeente Drechterland
Het wapen van West-Friesland